# Xã Taylor, Quận Harrison, Iowa
Xã Taylor (tiếng Anh: Taylor Township) là một xã thuộc quận Harrison, tiểu bang Iowa, Hoa Kỳ. Năm 2010, dân số của xã này là 516 người.